# 7109 Heine
7109 Heine è un asteroide della fascia principale. Scoperto nel 1983, presenta un'orbita caratterizzata da un semiasse maggiore pari a 2,6545956 UA e da un'eccentricità di 0,1508775, inclinata di 9,91367° rispetto all'eclittica.